# Quel porco di Morin
Quel porco di Morin (Ce cochon de Morin) è un racconto scritto da Guy de Maupassant e pubblicato per la prima volta il 21 novembre 1882 sul quotidiano Gil Blas sotto lo pseudonimo di Maufrigneuse. Uscito in volume l'anno seguente nella raccolta Racconti della beccaccia.
Viene raccontata l'avventura agrodolce di un merciaio di La Rochelle, che viene arrestato con l'accusa di atti osceni in luogo pubblico.

## Trama
Mentre si trova in viaggio di lavoro, sul treno che lo sta per ricondurre a casa, l'intimorito, sensibile e pauroso Morin, preso da un improvviso quanto irrefrenabile impulso erotico, riesce a strappar un bacio a forza ad una ragazza di nome Henriette Bonnel che si trova nel suo stesso scompartimento.
Questa, che aveva lottato contro le voglie impure e perverse di Morin, finisce per cedere al fascino di Labarbe, amico dell'uomo il quale, assieme a un altro conoscente, si è recato fino all'abitazione di lei per perorar la causa dell'amico, pregandola di perdonarlo e ritirare così le accuse contro di lui.

## Adattamenti

### Cinema
- Ce cochon de Morin, regia di Viktor Turžanskij (1924)

- Ce cochon de Morin, regia di Georges Lacombe (1932)
- La Terreur des dames, regia di Jean Boyer (1956)

### Televisione
- Episodio Ce Cochon de Morin, nella serie televisiva Chez Maupassant (2008)